# Valejbol'ny klub Budaŭnik Minsk 2011-2012
Questa voce raccoglie le informazioni riguardanti il Valejbol'ny klub Budaŭnik Minsk nelle competizioni ufficiali della stagione 2011-2012.

## Organigramma societario
Area direttiva
- Presidente: ?

Area tecnica
- Allenatore: Aleksandr Sinhaevskij

## Rosa
| N° | Nome              | Ruolo | Data di nascita   | Nazionalità sportiva |
| -- | ----------------- | ----- | ----------------- | -------------------- |
| 1  | Andrėj Radzjuk    | S     | 29 marzo 1990     | Bielorussia          |
| 2  | Pavel Aŭdačėnka   | O     | 13 gennaio 1990   | Bielorussia          |
| 4  | Sjarhej Busel     | C     | 30 maggio 1989    | Bielorussia          |
| 6  | Sjarhej Akulič    | O     | 14 aprile 1986    | Bielorussia          |
| 8  | Maksim Chil'ko    | S     | 21 febbraio 1987  | Bielorussia          |
| 9  | Kiryl Krasneŭski  | S     | 31 luglio 1987    | Bielorussia          |
| 11 | Deņiss Petrovs    | P     | 31 agosto 1986    | Lettonia             |
| 12 | Arcëm Haramykin   | P     | 16 maggio 1985    | Bielorussia          |
| 13 | Dzmitryj Licharad | L     | 9 maggio 1977     | Bielorussia          |
| 14 | Vadzim Pron'ka    | C     | 14 settembre 1991 | Bielorussia          |
| 15 | Aleh Mikanovič    | S     | 7 ottobre 1975    | Bielorussia          |
| 16 | Artur Udrys       | C     | 18 ottobre 1990   | Bielorussia          |
| 18 | Anatol' Klyšėŭski | C     | 7 giugno 1988     | Bielorussia          |
| 17 | Ivan Steljić      | S     | 31 gennaio 1981   | Serbia               |

## Statistiche

### Statistiche di squadra
| Competizione         | Punti | In casa | In casa | In casa | In trasferta | In trasferta | In trasferta | Totale | Totale | Totale |
| Competizione         | Punti | G       | V       | P       | G            | V            | P            | G      | V      | P      |
| -------------------- | ----- | ------- | ------- | ------- | ------------ | ------------ | ------------ | ------ | ------ | ------ |
| Superliga            | 11    | 7       | 2       | 5       | 7            | 2            | 5            | 14     | 4      | 10     |
| Vysšaja Liha         | -     | 4       | 3       | 1       | 3            | 3            | 0            | 7      | 6      | 1      |
| Coppa di Russia      | 2     | -       | -       | -       | -            | -            | -            | 4      | 1      | 3      |
| Coppa di Bielorussia | -     | -       | -       | -       | -            | -            | -            | 3      | 2      | 1      |
| Challenge Cup        | -     | 3       | 3       | 0       | 3            | 2            | 1            | 6      | 5      | 1      |
| Totale               | -     | 14      | 8       | 6       | 13           | 7            | 6            | 34     | 18     | 16     |

G = partite giocate; V = partite vinte; P = partite perse

### Statistiche dei giocatori
| Giocatore     | Superliga | Superliga | Superliga | Superliga | Superliga |
| Giocatore     | P         | PT        | AV        | MV        | BV        |
| ------------- | --------- | --------- | --------- | --------- | --------- |
| S. Akulič     | 14        | 97        | 85        | 10        | 2         |
| P. Aŭdačėnka  | 13        | 147       | 129       | 8         | 10        |
| S. Busel      | 14        | 106       | 56        | 45        | 5         |
| M. Chil'ko    | 11        | 35        | 27        | 5         | 3         |
| A. Haramykin  | 12        | 11        | 1         | 7         | 3         |
| A. Klyšėŭski  | 0         | 0         | 0         | 0         | 0         |
| K. Krasneŭski | 11        | 14        | 12        | 1         | 1         |
| D. Licharad   | 14        | 0         | 0         | 0         | 0         |
| A. Mikanovič  | 13        | 69        | 56        | 12        | 1         |
| D. Petrovs    | 13        | 28        | 10        | 12        | 6         |
| V. Pron'ka    | 6         | 4         | 3         | 0         | 1         |
| A. Radzjuk    | 13        | 86        | 77        | 9         | 0         |
| I. Steljić    | 4         | 26        | 17        | 7         | 2         |
| A. Udrys      | 13        | 110       | 71        | 27        | 12        |

P = presenze; PT = punti totali; AV = attacchi vincenti; MV = muri vincenti; BV = battute vincenti

NB: Non sono disponibili i dati relativi alla Vysšaja Liha, alla Coppa di Russia, alla Coppa di Bielorussia, alla Challenge Cup e, di conseguenza, quelli totali